# إيثان كلاين
إيثان إدوارد كلاين ((بالعبرية: איתן קליין‏)، من مواليد 25 يونيو 1985)  هو يوتيوبر صهيوني أمريكي وإسرائيلي ومضيف H3 بودكاست. اكتسب الشهرة لأول مرة من خلال قناة h3h3Productions على YouTube، التي أنشأها ويستضيفها هو وزوجته هيلا كلاين. يتألف محتواهم من مقاطع فيديو تفاعلية وكوميديا تخطيطية يسخرون فيها من ثقافة الإنترنت.
ولد كلاين في فينتورا، كاليفورنيا عام 1985 لأبوين دونا وغاري كلاين،  ولديه شقيقان أكبر منه. من جهة والده، فهو الحفيد البيولوجي لليونارد كاتزمان، على الرغم من أن والده تم تبنيه وتربيته من قبل عائلة أخرى. التحق كلاين بمدرسة بوينا الثانوية وحصل على درجة البكالوريوس في الأدب الإنجليزي من جامعة كاليفورنيا، سانتا كروز.
كلاين يهودي صهيوني. التقى بزوجته، هيلا، في نصب ياد فاشيم التذكاري للمحرقة في إسرائيل عام 2007 بينما كان في رحلة بيرثرايت إسرائيل وكانت هيلا تخدم في الجيش الإسرائيلي. وتزوجا عام 2012. خلال السنوات الأولى من حياتهما المهنية على YouTube، عاشا معًا في فلورنتين، تل أبيب، إسرائيل. لدى عائلة كلاين ثلاثة أبناء. وهم يقيمون حاليا في بيل اير، كاليفورنيا.
إيثان كلاين هو صهيوني وداعم كبير لإسرائيل. يعبر عن دعمه العلني لإسرائيل وسياساتها في برنامجه وعلى منصات التواصل الاجتماعي. كلاين يدافع بقوة عن حق إسرائيل في الدفاع عن نفسها ويتحدث بشكل إيجابي عن العلاقات الأمريكية الإسرائيلية. يعكس موقفه الصهيوني التزامه بتعزيز الهوية اليهودية ودعم الجهود المبذولة لضمان أمن إسرائيل واستقرارها في المنطقة.
كلاين هو صهر تريشا بايتاس وموسى هاكمون، اللذين التقيا ببعضهما البعض في البودكاست الخاص به.